# Undine (Giraudoux)
Undine ist ein Theaterstück in drei Akten des französischen Schriftstellers und Diplomaten Jean Giraudoux und entstand 1939 (Originaltitel: Ondine). Es behandelt die märchenhafte Liebesgeschichte zwischen der Nixe Undine und dem Ritter Hans, die jedoch ein tragisches Ende findet.

## Handlung
Der junge Ritter Hans kommt nach einer längeren Reise an der Hütte eines armen Fischerehepaars vorbei und findet dort Unterkunft für die Nacht. Er ist, wie er erzählt, frisch verlobt, und schwärmt von seiner Angebeteten Bertha, in seinen Augen die perfekte Frau. Doch plötzlich erscheint Undine, die Tochter der Fischer, die von dem hübschen Ritter über alle Maßen angetan ist. Nachdem er ihre offensiven Annäherungsversuche zunächst abschmettert, verfällt er schließlich dennoch ihrem überirdischen Charme und vergisst darüber Bertha. Er hält bei Undines Eltern um ihre Hand an, doch dabei zeigt sich, dass die Fischer nicht die leiblichen Eltern des Mädchens sind, sondern dieses am Ufer des nahen Sees gefunden und aufgenommen haben.
Nachdem sich Hans und Undine offiziell zueinander bekannt haben, taucht der Wasserkönig auf. Er bietet Undine einen Pakt an: sollte Hans sie jemals betrügen, muss er sterben. Dafür erlaubt er ihr, mit ihm unter den Menschen zu leben, ohne ihm oder sonst jemandem ihre wahre Identität preiszugeben. In ihrem endlosen Vertrauen in Hans geht Undine auf den Pakt ein.
Hans nimmt seine neue Verlobte mit an den königlichen Hof, wo sie große Probleme hat, sich in das bestehende gesellschaftliche Gefüge einzupassen. Dazu kommt die Rivalität mit Bertha, der verlassenen Ex-Verlobten von Hans und Stieftochter des Königspaares. (Später stellt sich heraus, dass die eitle, stets auf ihre Herkunft bedachte Bertha in Wahrheit das verloren geglaubte Kind des armen Fischerpaares ist.)
Nur ein Dichter, der Ritter Bertram, und die Königin scheinen Undine teilweise zu verstehen. Schließlich kommt es zum Streit zwischen Hans und Undine. Überfordert mit der Situation, in der sich Querelen und Spannungen häufen, und mit der absoluten und abgöttischen Liebe Undines, landet Hans schließlich wieder in den Armen Berthas, ein Fehltritt, der letztlich seinen Tod bedeutet.
Sich dessen bewusst, startet Undine einen verzweifelten Versuch, das Leben des von ihr über alles geliebten Hans zu retten, indem sie behauptet, sie habe ihn zuerst mit Bertram betrogen. Danach verschwindet sie für mehrere Monate. 
Doch der Wasserkönig lässt sich nicht täuschen und schließlich wird der Pakt erfüllt und das Urteil vollstreckt: Hans stirbt und Undine, die nur hilflos zusehen kann, verliert auch noch ihr Gedächtnis. Dies trennt die beiden Liebenden auf ewig, denn da Undine unsterblich ist und ihr Gedächtnisverlust sie vom Selbstmord abhält, werden sie und Hans sich auch nach dessen Tod nie wiedersehen können.

## Zur Interpretation
Undine scheint in diesem Stück das Ideal einer absoluten und reinen Liebe zu verkörpern, die, wie Undine selbst, nicht irdischen Ursprungs ist. Hans ist aber zu sehr Mensch, um eine solche Liebe auf Dauer annehmen und erwidern zu können. Doch fehlt es nicht an realistischen Motiven des Jahres 1939, wozu auch die betrogene Liebe Frankreichs zu Deutschlands gehört. Als Hans schuldig und dafür getötet ist, muss Undine ihre Liebe vergessen. Doch schließt das Stück mit ihrem Satz, als sie noch einmal den ihr nun unerinnerlichen Leichnam sieht: „Wie hätte ich ihn geliebt.“
Der Undinen-Stoff in der Fassung Giraudoux’ wird 1961 wieder aufgenommen von Ingeborg Bachmann in der Erzählung Undine geht.

## Zitate
„Die Hand der schwächsten Frau wird Marmorhülle, um einen kleinen Vogel zu beschützen.“

„Durchsichtigkeit. Davor haben [die Menschen] Angst. Das halten sie für das Schlimmste.“

„Der erste Abschied, Undine, der seinen Namen treu verdient.“

## Hörspiele
Das Theaterstück wurde in Deutschland dreimal für den Hörfunk adaptiert.
- 1948: Undine – Regie: Kurt Strehlen; mit Dagmar Altrichter, Gert Westphal, Hermann Menschel, Bärbel Wolff, Günter Siebert u. a.; Produzent: RB; Abspieldauer 92:30
- 1948: Undine – Bearbeitung und Regie: Helmut Brennicke; mit Rosemarie Lang, Rolf Heydel, Werner Lieven, Gertrud Spalke, Adolf Ziegler, Herbert Kroll, Fritz Friedrich u. a.; Produzent: BR damals noch Radio München; Abspieldauer 45 Minuten
- 1962: Undine – Regie: Robert Bichler; mit Margarete Carl, Erik Schumann, Bruno Hübner, Mila Kopp, Erik Jelde u. a.; Produzent: BR; Abspieldauer 98:40 Minuten